# János Parti
János Parti, född 24 oktober 1932 i Budapest, död 6 mars 1999 i Budapest, var en ungersk kanotist.
Parti blev olympisk guldmedaljör i C-1 1000 meter vid sommarspelen 1960 i Rom.